# Lee Byung-kyu
Detta är ett koreanskt namn; familjenamnet är Lee.
Lee Byung-kyu, född den 25 oktober 1974, är en sydkoreansk före detta basebollspelare som tog brons för Sydkorea vid olympiska sommarspelen 2000 i Sydney. Han deltog även vid olympiska sommarspelen 1996 i Atlanta, när Sydkorea kom åtta.
Lee representerade även Sydkorea vid World Baseball Classic 2006, när Sydkorea kom trea.